# Chaîne de l’Estaque

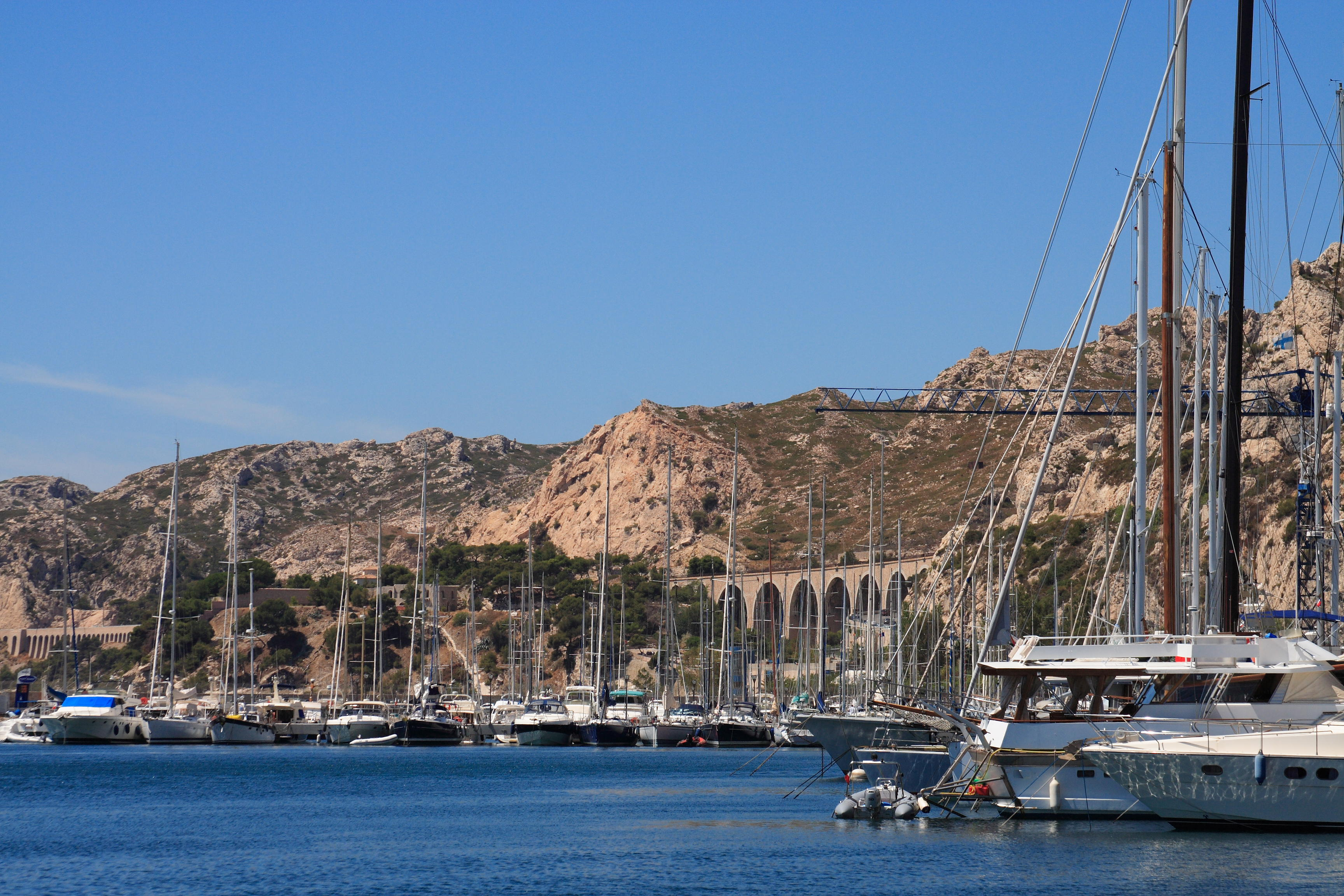
Port de la Lave mit den Hügeln im Hintergrund

Die Chaîne de l’Estaque oder Chaîne de la Nerthe ist eine Hügelkette im französischen Département Bouches-du-Rhône. Die Kalksteinhügel erstrecken sich entlang der Mittelmeerküste in Ost-West-Richtung über eine Länge von 28 Kilometern mit einer Breite von etwa acht Kilometern.
Die Hügelkette erstreckt sich über das Gebiet von insgesamt zehn Gemeinden: Marseille, Les Pennes-Mirabeau, Gignac-la-Nerthe, Le Rove, Ensuès-la-Redonne, Carry-le-Rouet, Sausset-les-Pins, Châteauneuf-les-Martigues, Martigues und Port-de-Bouc. Der Name der Kette kommt vom Marseiller Stadtteil L’Estaque an ihrem Ostende. Der Alternativname La Nerthe leitet sich vom Weiler La Nerthe bei L’Estaque ab.
Zum Mittelmeer hin bildet die Hügelkette zum Großteil eine Steilküste, die Côte Bleue. Mit 278 Höhenmetern ist die Tête Auguste im Osten der Chaîne de l’Estaque der höchste Punkt. Es bildet eine Art Isthmus zwischen dem Mittelmeer und dem Étang de Berre.
Koordinaten: 43° 21′ N, 5° 10′ O